# Podocarpus nakaii
Podocarpus nakaii é uma espécie de conífera da família Podocarpaceae.
Apenas pode ser encontrada em Taiwan.
Está ameaçada por perda de habitat.